# The Modern Dance
| Críticas profissionais | Críticas profissionais |
| Avaliações da crítica  | Avaliações da crítica  |
| Fonte                  | Avaliação              |
| ---------------------- | ---------------------- |
| Allmusic               | [ 1 ]                  |
| Q                      | [ 2 ]                  |

The Modern Dance é o álbum de estréia da banda de Cleveland , Pere Ubu. 
O grupo apresenta ao público um álbum excêntrico e cacofônico, um dos primeiros que iria pavimentar o caminho para a new wave.
Um fato notável é a influência do álbum em toda a cena do rock alternativo. Todas as faixas são escritas pelo grupo, com exceção de "Life Stinks" escrita por Peter Laughner .

## Faixas
Lado A
A1. Non-Alignment Pact – 3:18
A2. The Modern Dance – 3:28
A3. Laughing – 4:35
A4. Street Waves – 3:04
A5. Chinese Radiation – 3:27
Lado B
B1. Life Stinks (Peter Laughner) – 1:52
B2. Real World – 3:59
B3. Over My Head – 3:48
B4. Sentimental Journey – 6:05
B5. Humor Me – 2:44

## Pessoal
- David Thomas, percussão, produção
- Tom Herman–  guitarra, backing vocals, produção
- Allen Ravenstine– sintetizadors, saxofone, tapes, produção
- Tony Maimone – baixo, piano, backing vocals, produção
- Scott Krauss– bateria, produção
- Tim Wright – baixo em "The Modern Dance" e "Sentimental Journey", produção